# 棕黑疣螈
棕黑疣螈（学名：Tylototriton verrucosus）为蝾螈科疣螈属的两栖动物，俗名娃娃蛇。在中国大陆，分布于云南等地，多栖息于山林及稻田附近以及营陆地生活。其生存的海拔范围为1000至2400米。该物种的模式产地在云南陇川户撒。

## 分類
黑棕疣螈最初與紅瘰疣螈一同被歸在紅瘰疣螈以下，但現已分開及更名。

## 保护
- 中国国家重点保护动物等级：二级